# Wolfgrub (Dießen am Ammersee)
Wolfgrub ist ein Ortsteil des Marktes Dießen am Ammersee im oberbayerischen Landkreis Landsberg am Lech.

## Geografie
Der Weiler Wolfgrub liegt circa zwei Kilometer südwestlich von Dettenschwang in einer voralpinen Moränenlandschaft.

## Geschichte
Wolfgrub wird erstmals 1126 als Wolfgruobe erwähnt, der Ortsname stammt vom Personennamen Wolf.
Der Weiler gehörte zur Klosterhofmark Wessobrunn, 1752 werden zwei Anwesen erwähnt.

## Sehenswürdigkeiten
Im Weiler befindet sich die Kapelle zum gegeißelten Heiland. Sie wurde 1618 erbaut, 1780 erneuert und 1915 neu geweiht.  
Siehe auch: Liste der Baudenkmäler in Wolfgrub und Liste der Bodendenkmäler in der Gemarkung Dettenschwang